# Faculté d'architecture de l'université de Belgrade
La faculté d'architecture de l'université de Belgrade (en serbe cyrillique : Архитектонски факултет Универзитета у Београду ; en serbe latin : Arhitektonski fakultet Univerziteta u Beogradu) est l'une des 31 facultés de l'université de Belgrade, la capitale de la Serbie. Elle a été fondée en 1846. En 2021, son doyen est le professeur Vladan Đokić.

## Histoire

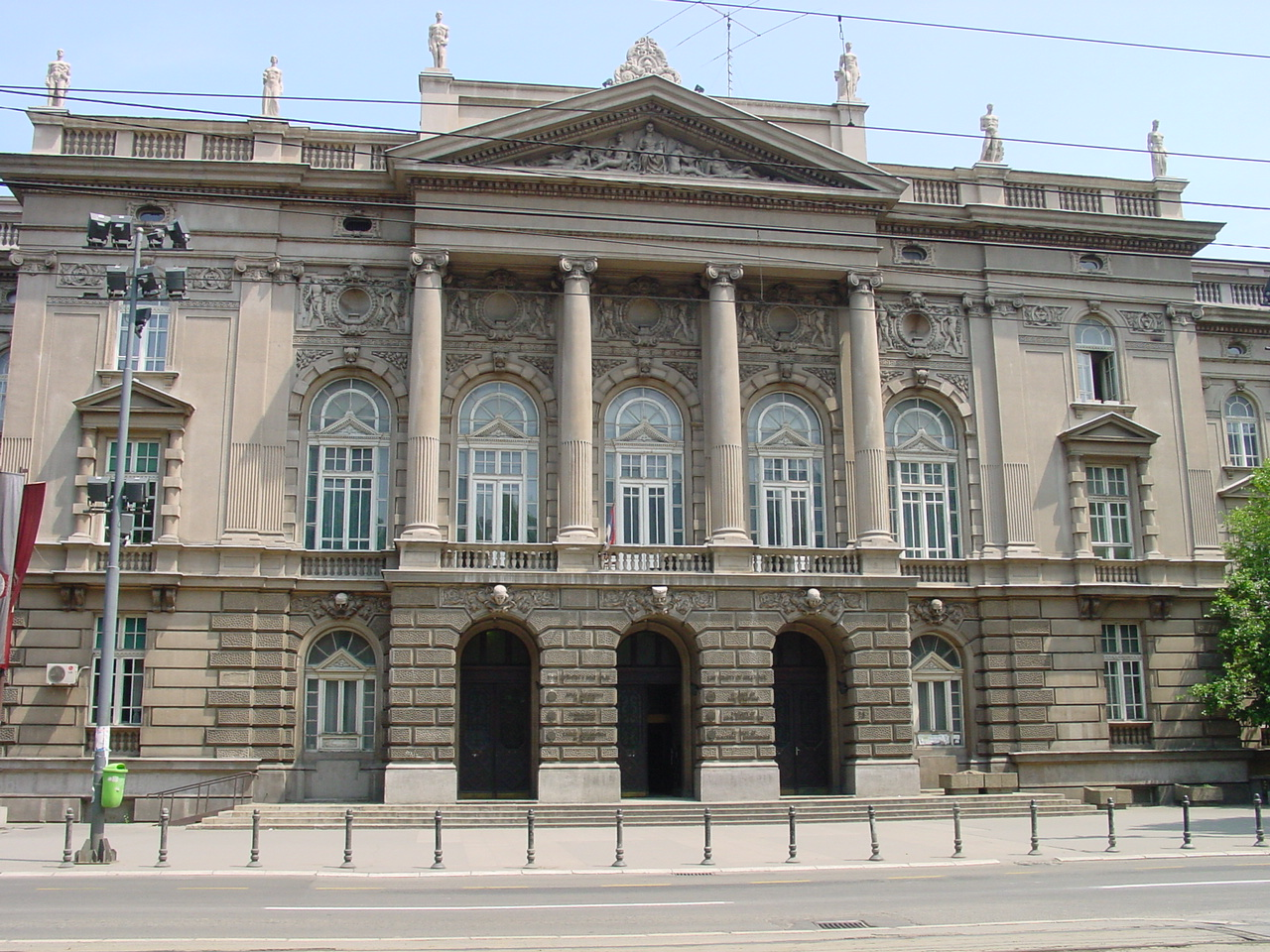
Le bâtiment de la faculté

## Organisation
La faculté est divisée en 3 départements :
- Département d'architecture[4] ;
- Département d'urbanisme[5] ;
- Département des technologies de l'architecture[6].

## Personnalités
- Jelisaveta Načić (1878-1955), la première femme architecte de Serbie ;
- Aleksandar Deroko (1894-1988), architecte, peintre, écrivain, professeur, académicien ;
- Petar Krstić (1899-1991), architecte, ancien professeur à la faculté d'architecture ;
- Mihajlo Mitrović (1921-2018), architecte ; on lui doit notamment la tour Genex à Belgrade ;
- Bogdan Bogdanović (1922-2010), architecte, écrivain et ancien maire de Belgrade ;
- Radivoje Tomić (né en 1922), architecte ;
- Ivan Antić (1923-2005), architecte et académicien ;
- Ranko Radović (1935-2005), architecte, professeur et théoricien de l'architecture ;
- Vladimir Veličković (1935-2019), peintre, académicien ;
- Milan Marić (né en 1940), architecte, académicien ;
- Jovan Prokopljević (né en 1940), architecte, humoriste, caricaturiste ;
- Vujadin Radovanović (né en 1962), auteur et dessinateur de bande-dessinée.